# 국군지휘통신사령부
국군 지휘통신사령부(國軍指揮通信司令部, Republic of Korea Defense Communication Command 약칭: ROKDCC)는 국방부와 합동참모본부의 임무수행에 필요한 통신망의 구축 및 운용과 대통령의 직무와 관련된 통신망의 구축 및 운용 등을 위하여 설치된 대한민국 국방부 직할 기능사령부이다. 경기도 과천시에 본부를 두고 있으며, 대한민국 전역에 주둔하고 있는 모든 국군 군종 간의 합동 통신 지원을 위해 설치된 중계소와 고정 통신소를 관리하여 C4I 체계를 지원한다. 별칭은 빛가온부대이며, 표어는 "통하라, 통할 것이다"였으나, 현재는 "빛처럼 빠르게, 전군을 하나로"이다.

## 역사
1968년 7월 10일 서울특별시 구로구에서 육군 소속 전략통신사령부로서 창설되었다. 1977년 통신사령부, 1982년에 제1통신여단으로 개편으로 되면서 그 사이에 본부를 과천시로 옮겼다.
1990년 11월 1일 국방부로 소속이 옮겨져 국군통신사령부로 재편성되었고, 1999년 2월 26일에는 전산 기능을 통합하고 지휘통신사령부로 개편되었다.
2001년 9월 11일 지휘통신사령부는 계룡대에 대한 통신 지원을 위해 군종별 1개 중대로 구성된 제70정보통신운용대대를 창설하였다고 국방일보를 통해 밝혔다.
2006년, 합동상호운용성 기술센터와 위성운용국을 설비하였다.
2009년 3월 30일, 제2작전사령부에 고정 위성통신소를 설치하였다.
2013년 5월 1일, 계룡대에서 제5정보통신단이 창설되었다.
2015년 7월 15일, 국군지휘통신사령부를 위한 새로운 부대 마크(인식표)가 재정되었다.

## 편성
- 국군지휘통신사령부, 과천시

- 제1정보통신단, 과천시
  - 제50정보통신대대, 과천시
  - 제51정보통신대대, 원주시
  - 제52정보통신대대, 평택시
  - 제53정보통신대대, 과천시
- 제2정보통신단, 대구광역시
  - 제55정보통신대대, 부산광역시
  - 제56정보통신대대, 자운대
  - 제57정보통신대대, 상무대
- 제3정보통신단, 서울특별시
  - 제60정보통신대대, 서울특별시
  - 제80정보통신대대, 서울특별시
  - 네트워크통제대, 서울특별시

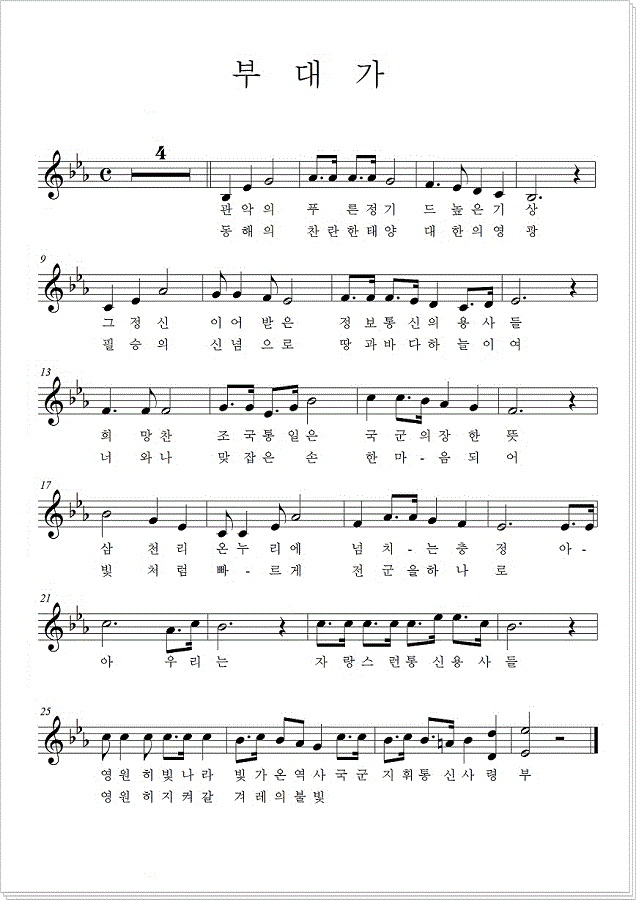
ROKDCC 부대가

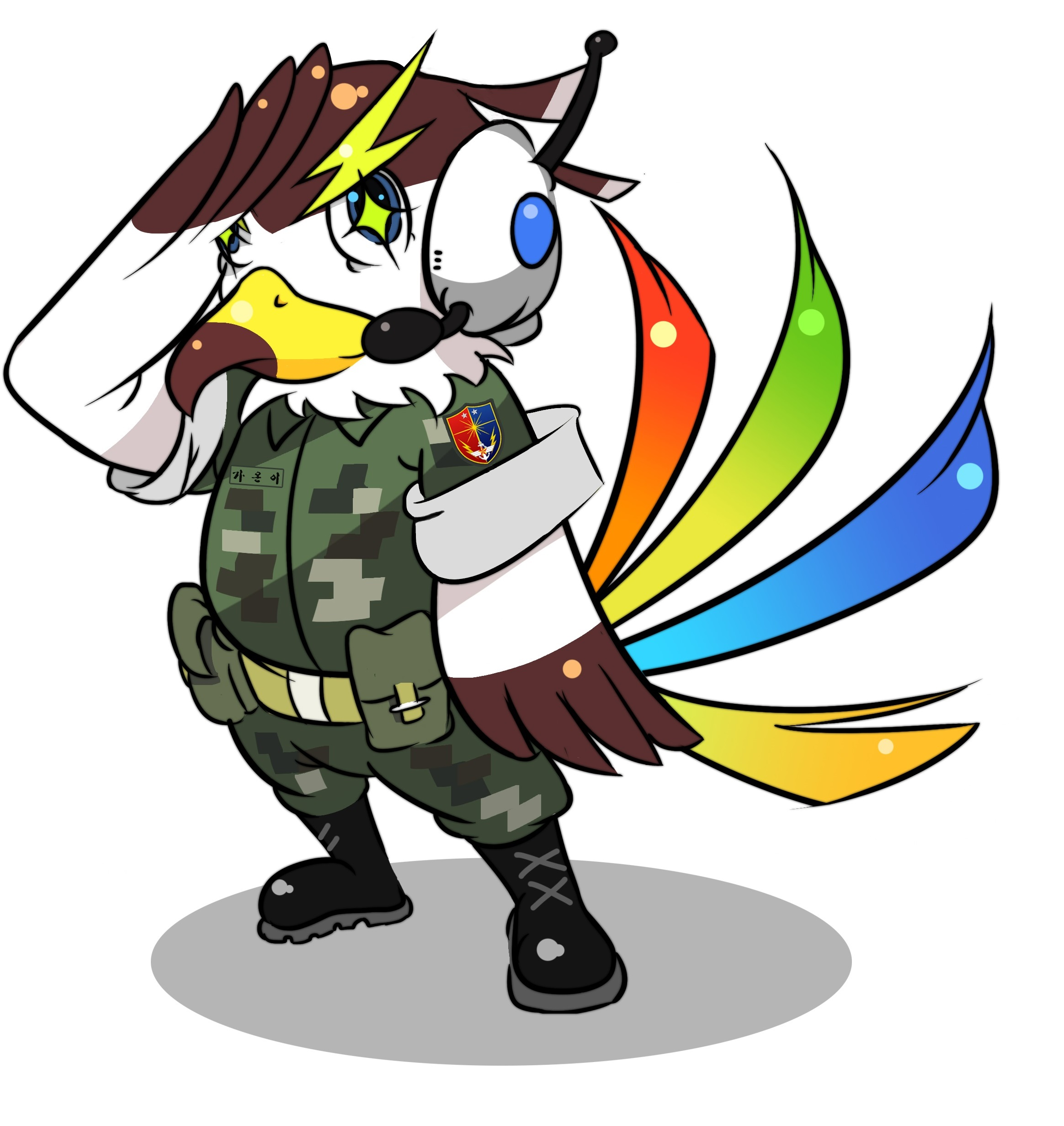
마스코트 "가온이"

  - 합동네트워크통제센터(JNCC), 자운대
- 제5정보통신단, 계룡대
  - 제70정보통신운용대대, 계룡대
  - 위성관제대대, 자운대
    - 제1 위성관제대
    - 제2 위성관제대
- 제90정보통신단, 서울특별시
- 사이버네트워크작전센터(CNOC)

## 기록

### 소속
- 대한민국 육군본부, 1968년 7월 10일 ~ 1990년 10월 31일
- 대한민국 국방부, 1990년 11월 1일 ~ 현재

### 계보
- 1968년 7월 10일, 전략통신사령부 (육군 소속으로 창설)
- 1977년, 통신사령부
- 1982년, 제1통신여단
- 1990년 11월 1일, 국군통신사령부 (국방부 직할로 개편)
- 1999년 2월 26일, 국군지휘통신사령부

## 참고
1. ↑  이석종 (2011년 6월 15일). “병과,그것이 알고싶다<21>육군정보통신병과”. 국방일보. 2012년 3월 12일에 확인함.[깨진 링크(과거 내용 찾기)]
2. ↑  유호상 (2001년 9월 11일). “계룡대 70통신운용 대대 창설”. 국방일보. 2016년 3월 5일에 원본 문서에서 보존된 문서. 2012년 3월 12일에 확인함.
3. ↑  김가영 (2009년 4월 3일). “육군2작전사에 고정용 위성통신소 개소”. 국방일보. 2014년 10월 30일에 원본 문서에서 보존된 문서. 2012년 3월 12일에 확인함.
4. ↑  오종택 (2013년 5월 1일). “국군지휘통신사령부, 제5정보통신단 창설”. 중앙일보. 2013년 6월 14일에 확인함.[깨진 링크(과거 내용 찾기)]

- “국군지휘통신사령부령”. 국가법률정보센터. 2017년 9월 5일. 2023년 7월 15일에 확인함.